# Časový paradox
Časový paradox je jev, který může teoreticky nastat při cestování v čase (časoprostoru) do minulosti.
Tento paradox lze popsat jako stav, kdy díky cestování v čase reakce zruší akci, která ji vyvolala. Jako příklad lze uvést člověka, který by mohl cestovat do minulosti a potkat tam sebe mladšího z doby ještě před tím, než cestu podnikl. Pokud by přitom svoji mladší verzi zabil, nemohl by do minulosti cestovat a zneškodnit sám sebe.
Není ovšem nutné někoho zabíjet. Už prvním nadechnutím v minulosti se minulost změní – bude v ní méně kyslíku. Stejně tak jakákoliv další činnost nevyhnutelně vytváří změny (relativně vůči stavu, kdy by nikdo z budoucnosti nepřicestoval). Podle jednoho názoru[kdo?] má čas jakousi setrvačnost, která podobné nedůležité změny zamaskuje: nezměnilo se nic důležitého, budoucnost není ohrožena. Druhý názor[kdo?] říká, že podobné neznatelné změny jsou vstupy chaotického systému a mohou se projevit naprosto nepředvídatelným způsobem – což se označuje jako „motýlí efekt“. Na kvantové úrovni však motýlí efekt nebyl pozorován.[zdroj?]

## Řešení paradoxů
Právě časové paradoxy jsou hlavním argumentem těch lidí, kteří cesty časem do minulosti odmítají. Jejich odpůrci ale přesto tvrdí, že takové paradoxy nejsou možné. Obhajují se tím tvrzením, že když někdo do minulosti cestuje, prostě nemůže sám sebe zabít, i kdyby sebevíce chtěl. Naopak teoretický cestovatel svým chováním vše uvede do stavu, v němž se bude budoucí svět nacházet – cesta v čase nic nezmění, protože se už odehrála, a stav budoucnosti, ze které cestovatel přicestoval, je výsledkem minulosti včetně akcí, které v minulosti udělal. Novikův princip sebekonzistence to vysvětluje tak, že pravděpodobnost jakékoliv události, která by (díky cestování časem) vedla k paradoxu, je nulová.
Alternativou je vysvětlení s pomocí paralelních vesmírů, podle kterých se necestuje do minulosti, ale jen do světa, který je naprosto shodný s minulostí v okamžik vstupu. Provedené změny pak nemohou ovlivnit minulost, protože ta zůstane v původním světě. Variantou je vstup do minulosti, který vyvolá rozdělení časové linie – vzniknou dva vesmíry, jeden původní a druhý s  provedenými změnami.
Paradox je také často popisován jiným způsobem, tzv. Hitlerovým paradoxem. Paradox popisuje návrat cestovatele do minulosti, aby zabil Adolfa Hitlera, čímž by zabránil jeho nástup k moci a zabránil tak druhé světové válce. Jenže tato situace nemůže nikdy nastat, protože jeho zabití by v budoucnosti odstranilo jakýkoliv důvod se do minulosti vracet a provést tuto akci, jelikož v přítomném čase cestovatele by Hitler byl již dávno zabit a nikdy by se nedostal k moci. Důvod zabíjet Hitlera by tedy nemohl existovat.
Z důvodu potencionální hrozby paradoxů se někteří vědci[kdo?] domnívají, že by jejich vyvolání mohlo způsobit zničení vesmíru, nebo případně „ovlivněné části“. Student australské Queenslandské univerzity Germain Tobar ale vypracoval teorii, podle které žádné paradoxy nemohou nastat a stroje času tedy nejsou v rozporu s žádným fyzikálním zákonem.

## Časový paradox v populární kultuře
V populární kultuře se časové paradoxy a změny časové linie stávají neustále. Častý je koncept, že pokud dojde k narušení minulosti (ať už by výsledkem byl paradox nebo se jen nelíbil), je možné změnu napravit a vrátit časový proud do původního směru.
- Osudový dotek (2004)
- 11.22.63 (2016)
- Flash (2014)
- Ztraceni (2004-2010)
- Probudím se včera (2012)
- Doctor Who (1963)
- Artemis Fowl a časový paradox (Eoin Colfer, 2008)
- Terminátor (1984)
- Návrat do budoucnosti (1985)
- Dvanáct opic (1995)
- Dvanáct opic (seriál) (2015)
- Minority Report (2001)
- Déjà Vu (2006)
- Zabil jsem Einsteina, pánové… (1970)
- Zítra vstanu a opařím se čajem (1977)
- Harry Potter a vězeň z Azkabanu (1999)
- Tajemná záře nad Pacifikem (1980)
- Návštěvníci (1983)
- Frekvence (2000)
- X-Men: Budoucí minulost (2014)
- Všechno nejhorší (2017)
- Na Hromnice o den více (1993)
- Projekt minulost (2015)
- Looper (2012)
- Muži v černém 3 (2012)
- To byl zítra flám (2010)
- Shrek: Zvonec a konec (2010)
- Next (2007)
- Na hraně zítřka (2014)
- Predestination (2014)
- Vše, co jste kdy chtěli vědět o cestování v čase (2009)
- Alenka v říši divů: Za zrcadlem (2016)
- Umbrella Academy (2020)

Nejznámějším[zdroj?] dílem ukazujícím motýlí efekt je povídka Burácení hromu (Ray Bradbury: A Sound of Thunder, 1952), kde nechtěné zabití motýla v druhohorách změní výslovnost angličtiny, vítěze prezidentských voleb, vzhled budov a pravděpodobně nespočet dalších věcí.
Ukázku tohoto paradoxu lze vysledovat i v 8. dílu seriálu Hvězdná brána: Hluboký vesmír (Stargate: Universe, Robert C. Cooper), kdy nejprve náhodný vznik paradoxu a následně jeho cílené využití v podstatě umožní pokračování expedice. Je již na divákovi, ať sám rozhodne, zda vznikl paralelní vesmír či paradox změnil časovou souslednost.

## Bonmot
| „                                                                                              | Jsme zkopírovaný tolikrát, co plakát s tenistkou, jak se škrábe v zadku. | “ |
| — Kocour komentuje důsledek časového paradoxu ve vyvrcholení 37. dílu seriálu Červený trpaslík |                                                                          |   |